# 佐世保市立木風小学校
佐世保市立木風小学校（させぼしりつ きかぜしょうがっこう）は、長崎県佐世保市木風町にある公立の小学校。

## 概要
歴史
1940年（昭和15年）創立の「木風尋常小学校」を前身とする。現校名になったのは学制改革が行われた1947年（昭和22年）。2015年（平成27年）に創立75周年を迎えた。
校区
住所表記で佐世保市の後に「稲荷町、木風町、藤原町」が続く地域。中学校区は佐世保市立山澄中学校、佐世保市立福石中学校。
校章
鏡と桜の花弁を組み合わせたものを背景にして、中央に「木風」の文字（縦書き）を置いている。
校歌
作詞は永石三男、作曲は松本民之助による。歌詞は2番まであり、両番に校名の「木風」が登場する。

## 沿革
- 1940年（昭和15年）9月 - 福石尋常小学校の児童増加にともない、分離する形で「木風尋常小学校」が創立される。
  - 校区を稲荷町・木風町・藤原町とし、児童数は831名、15学級でのスタート。
  - 日宇尋常小学校の校舎を一部借用。初代校長に湯川虎男が就任。
- 1941年（昭和16年）4月1日 - 国民学校令の施行により、「佐世保市木風国民学校」に改称。尋常科を初等科に改める。
- 1943年（昭和18年）8月 - 現在地に校舎が完成し移転を完了。この時の児童数は1,180名（23学級）。
- 1944年（昭和19年）4月 - 児童数の増加により、1・2年生において午前と午後に分けて二部授業を実施。
- 1945年（昭和20年）
  - 6月29日 - 佐世保空襲により校舎を焼失。民家を借用して分散授業を余儀なくされる。
  - 9月 - 元・日本海軍木風町宿舎を仮校舎として授業を再開。教室はせまく、1学級児童20名として30学級編成とする。
- 1946年（昭和21年）11月 - 大黒町の元・女子工員宿舎を仮校舎として移転。
- 1947年（昭和22年）4月1日 - 学制改革（六・三制の実施）が行われ、「佐世保市立木風小学校」（現校名）となる。
- 1948年（昭和23年）6月 - 現在地に新校舎が完成し全児童収容を完了。ただし教室不足のため、1・2年生は分散授業を継続。
- 1949年（昭和24年）4月 - 校舎を増築。
- 1950年（昭和25年）4月 - 学区改定により、大宮町[2]の1年から3年の児童が転入。
- 1951年（昭和26年）4月 - 学区改定により、大宮町[2]の4年から6年の児童が転入。

## 交通アクセス
最寄りの鉄道駅
- JR九州 佐世保線・松浦鉄道（MR）西九州線 「佐世保駅」

最寄りのバス停
- 西肥バス（させぼバスが担当）「木風変電所入口」バス停

## 周辺
- 佐世保山祇簡易郵便局
- 佐世保警察署須田尾交番
- 佐世保市立山澄中学校
- 佐世保市立白南風小学校

## 著名な出身者
- 金子容三 - 衆議院議員[3]

## 参考資料
- 「佐世保市史 教育篇」（佐世保市）p. 646 - p. 647